# Liste de lacs par profondeur
Cet article recense les principaux lacs du monde, ordonnés par profondeur décroissante.

## Liste

### Profondeur maximale
Cette liste détaille tous les lacs dont la profondeur maximale dépasse 400 m, de façon notoire.
| #    | Lac                          | Pays                                                        | Région                                                                    | Continent        | Profondeur maximale (m) |
| ---- | ---------------------------- | ----------------------------------------------------------- | ------------------------------------------------------------------------- | ---------------- | ----------------------- |
| +01, | Baïkal                       | Russie                                                      | Sibérie                                                                   | Asie             | +1 642,                 |
| +02, | Tanganyika                   | Tanzanie, République démocratique du Congo, Burundi, Zambie |                                                                           | Afrique          | 1 433                   |
| +03, | Caspienne                    | Iran, Russie, Turkménistan, Kazakhstan, Azerbaïdjan         |                                                                           | Asie             | +1 025,                 |
| +04, | Vostok                       | Antarctique                                                 |                                                                           | Antarctique      | +0900,                  |
| +05, | O'Higgins-San Martín         | Chili, Argentine                                            | Aisén del General Carlos Ibáñez del Campo (Chili), Santa Cruz (Argentine) | Amérique du Sud  | +0836,                  |
| +06, | Malawi                       | Mozambique, Tanzanie, Malawi                                |                                                                           | Afrique          | +0706,                  |
| +07, | Yssyk Koul                   | Kirghizistan                                                |                                                                           | Asie             | +0668,                  |
| +08, | Grand Lac des Esclaves       | Canada                                                      | Territoires du Nord-Ouest                                                 | Amérique du Nord | +0614,                  |
| +09, | Crater Lake                  | États-Unis                                                  | Oregon                                                                    | Amérique du Nord | +0594,                  |
| +10, | Matano                       | Indonésie                                                   | Sulawesi                                                                  | Asie             | +0590,                  |
| +11, | Buenos Aires-General Carrera | Chili, Argentine                                            |                                                                           | Amérique du Sud  | +0586,                  |
| +12, | Hornindalsvatnet             | Norvège                                                     | Sogn og Fjordane                                                          | Europe           | +0514,                  |
| +13, | Quesnel                      | Canada                                                      | Colombie-Britannique                                                      | Amérique du Nord | +0506,                  |
| +14, | Toba                         | Indonésie                                                   | Sumatra                                                                   | Asie             | +0505,                  |
| +14, | Sarez                        | Tadjikistan                                                 |                                                                           | Asie             | +0505,                  |
| +16, | Tahoe                        | États-Unis                                                  | Californie, Nevada                                                        | Amérique du Nord | +0501,                  |
| +17, | Argentino                    | Argentine                                                   | Santa Cruz                                                                | Amérique du Sud  | +0500,                  |
| +18, | Chelan                       | États-Unis                                                  | Washington                                                                | Amérique du Nord | +0489,                  |
| +19, | Kivu                         | République démocratique du Congo, Rwanda                    |                                                                           | Afrique          | +0480,                  |
| +20, | Mjøsa                        | Norvège                                                     | Hedmark, Oppland, Akershus                                                | Europe           | +0468,                  |
| +21, | Salvatnet                    | Norvège                                                     | Nord-Trøndelag                                                            | Europe           | +0464,                  |
| +22, | Hauroko                      | Nouvelle-Zélande                                            | Southland (île du Sud)                                                    | Océanie          | +0462,                  |
| +23, | Tinnsjå                      | Norvège                                                     | Telemark                                                                  | Europe           | +0460,                  |
| +24, | Adams                        | Canada                                                      | Colombie-Britannique                                                      | Amérique du Nord | +0457,                  |
| +25, | Van                          | Turquie                                                     |                                                                           | Asie             | +0451,                  |
| +26, | Poso                         | Indonésie                                                   | Sulawesi                                                                  | Asie             | +0450,                  |
| +27, | Fagnano                      | Argentine, Chili                                            | Terre de Feu                                                              | Amérique du Sud  | +0449,                  |
| +28, | Grand lac de l'Ours          | Canada                                                      |                                                                           | Amérique du Nord | +0446,                  |
| +29, | Manapouri                    | Nouvelle-Zélande                                            | Southland (île du Sud)                                                    | Océanie          | +0444,                  |
| +30, | Nahuel Huapi                 | Argentine                                                   |                                                                           | Amérique du Sud  | +0438,                  |
| +31, | Te Anau                      | Nouvelle-Zélande                                            | Southland (île du Sud)                                                    | Océanie          | +0425,                  |
| +32, | Wakatipu                     | Nouvelle-Zélande                                            | Île du Sud                                                                | Océanie          | +0420,                  |
| +33, | Côme                         | Italie                                                      |                                                                           | Europe           | +0410,                  |
| +34, | Supérieur                    | Canada, États-Unis                                          |                                                                           | Amérique du Nord | +0406,                  |

### Profondeur moyenne
La profondeur moyenne d'un lac — qui peut être déterminée en divisant son volume par sa superficie — n'est connue avec précision que pour les lacs suffisamment étudiés. Pour mesurer précisément le volume d'un lac, une étude bathymétrique est nécessaire. La profondeur moyenne n'est donc pas connue pour de nombreux lacs profonds situés dans les zones isolées. Le classement utilisé par cette section n'est présenté qu'à titre indicatif.
| #    | Lac                        | Pays                                                        | Région               | Continent        | Profondeur moyenne (m) |
| ---- | -------------------------- | ----------------------------------------------------------- | -------------------- | ---------------- | ---------------------- |
| +01, | Baïkal                     | Russie                                                      | Sibérie              | Asie             | +758,                  |
| +02, | Tanganyika                 | Tanzanie, République démocratique du Congo, Burundi, Zambie |                      | Afrique          | +570,                  |
| +03, | Crater Lake                | États-Unis                                                  | Oregon               | Amérique du Nord | +350,                  |
| +04, | Vostok                     | Antarctique                                                 |                      | Antarctique      | +344,                  |
| +05, | Tahoe                      | États-Unis                                                  | Californie, Nevada   | Amérique du Nord | +301,                  |
| +06, | Malawi                     | Mozambique, Tanzanie, Malawi                                |                      | Afrique          | +292,                  |
| +07, | Tazawa                     | Japon                                                       | Tōhoku               | Asie             | +280,                  |
| +08, | Yssyk Koul                 | Kirghizistan                                                |                      | Asie             | +270,                  |
| +09, | Kivu                       | République démocratique du Congo, Rwanda                    |                      | Afrique          | +240,                  |
| +10, | Kara-Kul                   | Tadjikistan                                                 |                      | Asie             | +210,                  |
| +11, | Sarez                      | Tadjikistan                                                 |                      | Asie             | +202,                  |
| +12, | Caspienne                  | Iran, Russie, Turkménistan, Kazakhstan, Azerbaïdjan         |                      | Asie             | +184,                  |
| +13, | Lac Ranau                  | Indonésie                                                   |                      | Asie             | +174,                  |
| +14, | Quesnel                    | Canada                                                      | Colombie-Britannique | Amérique du Nord | +157,                  |
| +15, | Lac Léman                  | Suisse, France                                              |                      | Europe           | +154,                  |
| +16, | Lac du Bourget (Lac d'Aix) | France                                                      |                      | Europe           | +145,                  |
| +17, | Mer Morte                  | Cisjordanie, Israël, Jordanie                               |                      | Asie             | +120,                  |

### À noter
Les valeurs données pour la profondeur des lacs varient fréquemment suivant les sources. Les données citées dans cet article s'appuient sur les chiffres les plus fiables disponibles sur des sources récentes. Les articles individuels de chacun des lacs les détaillent.